# Passeport macédonien
Le passeport macédonien est un document de voyage international délivré aux ressortissants macédoniens et qui peut aussi servir de preuve de la citoyenneté macédonienne.

## Exemptions de visas avec un passeport macédonien
En janvier 2024, les citoyens macédoniens peuvent entrer sans visa préalable (soit absence de visa, soit visa délivré lors de l'arrivée sur le territoire) dans 127 pays et territoires pour des voyages d'affaires ou touristiques de courte durée. D'après le classement Henley des passeports, le passeport macédonien occupe, avec celui du Venezuela, le 46e rang en termes de liberté de voyages internationaux.